# Залужани (Львівський район)
Залужа́ни — село в Україні, у Великолюбінській селищній громаді Львівського району Львівської області. Колишня німецька колонія Нойгоф (нім. Neuhof).

## Історія
7 (20) листопада 1917 року, відповідно до Третього Універсалу Української Центральної Ради, увійшло до складу Української Народної Республіки.

## Клімат
У Залужанах помірний континентальний клімат.
| Кліматограма Залужан                                                                  | Кліматограма Залужан | Кліматограма Залужан | Кліматограма Залужан | Кліматограма Залужан | Кліматограма Залужан | Кліматограма Залужан | Кліматограма Залужан | Кліматограма Залужан | Кліматограма Залужан | Кліматограма Залужан | Кліматограма Залужан |
| ------------------------------------------------------------------------------------- | -------------------- | -------------------- | -------------------- | -------------------- | -------------------- | -------------------- | -------------------- | -------------------- | -------------------- | -------------------- | -------------------- |
| С                                                                                     | Л                    | Б                    | К                    | Т                    | Ч                    | Л                    | С                    | В                    | Ж                    | Л                    | Г                    |
| 47 0 −6                                                                               | 49 2 −5              | 54 7 −1              | 62 14 4              | 94 19 9              | 91 22 13             | 113 24 15            | 83 24 15             | 77 19 10             | 61 13 6              | 55 7 2               | 53 2 −3              |
| Середня макс. і мін. температури повітря (°C) Атмосферні опади (мм), за рік : 839 мм. |                      |                      |                      |                      |                      |                      |                      |                      |                      |                      |                      |

## Населення
Населення становить 73 особи (2001).
| 1900  | 1921 | 1989  | 2001 |
| ----- | ---- | ----- | ---- |
| → 105 | ↘ 90 | ↗ 116 | ↘ 73 |

### Мова
Розподіл населення за рідною мовою за даними перепису 2001 року:
| Мова       | Кількість | Відсоток |
| ---------- | --------- | -------- |
| українська | 73        | 100%     |